# Кубок России по кёрлингу на колясках
Кубок России по кёрлингу на колясках — ежегодное соревнование российских команд по кёрлингу на колясках («паралимпийский кёрлинг»; англ. wheelchair curling). Проводится с 2018 года. Организатором является Федерация кёрлинга России.

## Годы, города проведения и призёры
Составы команд указаны в порядке: четвёртый, третий, второй, первый, запасной, тренер; скипы выделены полужирным шрифтом.
| Год  | Город                           | Золото | Серебро | Бронза |
| ---- | ------------------------------- | --- | --- | --- |
| 2018 | Новосибирск                     | «Родник» (Свердловская область) Андрей Смирнов, Ольга Стрепетова, Оксана Слесаренко, Олег Перминов, запасной: Виталий Фёдоров                            | «Адамант» (Санкт-Петербург) Николай Якушкин, Анна Карпушина, Денис Зиновьев, Алексей Любимцев, запасной: Михаил Сорокин                   | «Гранитъ» (Челябинская область) Алексей Фатуев, Ольга Беляк, Сергей Овсянников, Дарья Щукина                                                  |
| 2019 | Новосибирск                     | «Челябинск» Алексей Фатуев, Марат Романов, Сергей Овсянников, Ольга Беляк                                                                                | «Родник» (Свердловская область) Андрей Смирнов, Оксана Слесаренко, Виталий Фёдоров                                                        | «Адамант-Монолит» (Санкт-Петербург) Алексей Любимцев, Денис Зиновьев, Николай Якушкин, Анна Карпушина, запасной: Максим Загорский             |
| 2020 | отменён из-за пандемии COVID-19 | отменён из-за пандемии COVID-19 | отменён из-за пандемии COVID-19 | отменён из-за пандемии COVID-19 |
| 2021 | Новосибирск                     | «Гранитъ» (Челябинская область) Алексей Фатуев, Николай Коротков, Дарья Щукина, Ольга Беляк, запасной: Сергей Овсянников, тренер: А.В. Житняк            | «Москва» Константин Курохтин, Андрей Мещеряков, Александр Шевченко, Александра Чечёткина, тренер: Маргарита Нестерова                     | «АНО СК „Адамант“ Санкт-Петербург 2» Николай Якушкин, Денис Зиновьев, Михаил Сорокин, Елена Чудинова, тренер: Н.Н. Якушкин                    |
| 2022 | Новосибирск                     | «Сборная Краснодарского края» Андрей Смирнов, Алексей Голивко, Александр Ермолов, Татьяна Старкова, запасной: Александр Кириченко, тренер: Антон Батугин | «Москва» Константин Курохтин, Андрей Мещеряков, Александр Шевченко, Ирина Гамаюнова, запасной: Максим Волков, тренер: Маргарита Нестерова | «СПб ГБУ СШОР „ШВСМ по ЗВС“ 2» (Санкт-Петербург) Николай Якушкин, Денис Зиновьев, Михаил Сорокин, Елена Чудинова, тренер: И.О. Бадилин        |
| 2023 | Новосибирск                     | «Сборная Москвы» Константин Курохтин, Андрей Мещеряков, Александр Шевченко, Александра Чечёткина, запасной: Максим Волков, тренер: Маргарита Нестерова   | «ШВСМ по ЗВС 2»(Санкт-Петербург) Алексей Любимцев, Анна Карпушина, Денис Зиновьев, Максим Загорский, тренер: И.О. Бадилин                 | «Гранитъ» (Челябинская область) Дарья Щукина, Николай Коротков, Алексей Фатуев, Ольга Беляк, запасной: Сергей Овсянников, тренер: А.В. Житняк |
| 2024 | Сочи                            | «Самарская область» Игорь Ружейников, Василий Петин, Елена Лебедева, Лада Зиновьева, запасной: Татьяна Казарина, тренер М.С. Манихин                     | «Москва» Константин Курохтин, Андрей Мещеряков, Владимир Романов, Александра Чечёткина, тренер: Маргарита Нестерова                       | «Санкт-Петербург» Алексей Любимцев, Анна Карпушина, Михаил Сорокин, Максим Загорский, тренеры: А.В. Карпушина, И.О. Бадилин                   |

## Медальный зачёт по кёрлингистам
(вне зависимости от позиции и пола игрока; по состоянию на после розыгрыша Кубка 2024 года)
| Кёрлингист           | 1 | 2 | 3 |
| -------------------- | - | - | - |
| Андрей Смирнов       | 2 | 1 |   |
| Ольга Беляк          | 2 |   | 2 |
| Сергей Овсянников    | 2 |   | 2 |
| Алексей Фатуев       | 2 |   | 2 |
| Константин Курохтин  | 1 | 3 |   |
| Андрей Мещеряков     | 1 | 3 |   |
| Александра Чечёткина | 1 | 2 |   |
| Александр Шевченко   | 1 | 2 |   |
| Максим Волков        | 1 | 1 |   |
| Оксана Слесаренко    | 1 | 1 |   |
| Виталий Фёдоров      | 1 | 1 |   |
| Дарья Щукина         | 1 |   | 2 |
| Николай Коротков     | 1 |   | 1 |
| Алексей Голивко      | 1 |   |   |
| Александр Ермолов    | 1 |   |   |
| Лада Зиновьева       | 1 |   |   |
| Татьяна Казарина     | 1 |   |   |
| Александр Кириченко  | 1 |   |   |
| Елена Лебедева       | 1 |   |   |
| Олег Перминов        | 1 |   |   |
| Василий Петин        | 1 |   |   |
| Марат Романов        | 1 |   |   |
| Игорь Ружейников     | 1 |   |   |
| Татьяна Старкова     | 1 |   |   |
| Ольга Стрепетова     | 1 |   |   |
| Денис Зиновьев       |   | 2 | 3 |
| Анна Карпушина       |   | 2 | 2 |
| Алексей Любимцев     |   | 2 | 2 |
| Максим Загорский     |   | 1 | 3 |
| Михаил Сорокин       |   | 1 | 3 |
| Николай Якушкин      |   | 1 | 3 |
| Ирина Гамаюнова      |   | 1 |   |
| Владимир Романов     |   | 1 |   |
| Елена Чудинова       |   |   | 2 |